# ماتئو گارسیا د زونیگا
ماتئو گارسیا د زونیگا (آرژانتین، ایالت انتره ریوز ۱۷۹۵ - مونته ویدئو، اروگوئه ماه مه ۱۸۷۲) یک سیاستمدار، نظامی و دامدار آرژانتینی بود که به عنوان فرماندار در استان انتره ریوز خدمت کرده‌است.

## زندگی‌نامه
ماتئو گارسیا د زونیگا در بوئنوس آیرس تحصیل کرد. او یکی از ثروتمندترین زمینداران استان خود بود، او مالکیت ۲۵۰ هزار هکتار زمین حاصلخیز را داشت.